# Qikiqtarjuaq Island, Nunavut (Harrison Islands)
För andra betydelser, se Qikiqtarjuaq (olika betydelser).
Qikiqtarjuaq Island är en ö i Kanada.   Den ligger i territoriet Nunavut, i den nordöstra delen av landet, 2 800 km norr om huvudstaden Ottawa. Arean är 144 kvadratkilometer. Ön ligger i ögruppen Harrison Islands.
Terrängen på Qikiqtarjuaq Island är platt. Öns högsta punkt är 220 meter över havet. Den sträcker sig 20,2 kilometer i nord-sydlig riktning, och 14,0 kilometer i öst-västlig riktning.
Trakten runt Qikiqtarjuaq Island består i huvudsak av gräsmarker. Trakten runt Qikiqtarjuaq Island är nära nog obefolkad, med mindre än två invånare per kvadratkilometer.